# Grand Prix Pino Cerami 2018
Il Grand Prix Pino Cerami 2018, cinquantaduesima edizione della corsa e valevole come evento dell'UCI Europe Tour 2018 categoria 1.1, si svolse il 26 luglio 2018 su un percorso di 202,3 km, con partenza da Saint-Ghislain e arrivo a Frameries, in Belgio. La vittoria fu appannaggio del britannico Peter Kennaugh, il quale terminò la gara in 4h46'36", alla media di 42,35 km/h, precedendo i belgi Jérôme Baugnies e Benjamin Declercq.
Sul traguardo di Frameries 119 ciclisti, su 163 partiti da Saint-Ghislain, portarono a termine la competizione.

## Squadre e corridori partecipanti
| N.      | Cod. | Squadra                      |
| ------- | ---- | ---------------------------- |
| 2-7     | BOH  | Bora-Hansgrohe               |
| 11-17   | BMC  | BMC Racing Team              |
| 21-27   | DDD  | Team Dimension Data          |
| 31-37   | TFS  | Trek-Segafredo               |
| 41-47   | TKA  | Team Katusha Alpecin         |
| 51-57   | ALM  | AG2R La Mondiale             |
| 61-67   | LTS  | Lotto Soudal                 |
| 71-77   | WGG  | Wanty-Groupe Gobert          |
| 81-87   | SVB  | Sport Vlaanderen-Baloise     |
| 91-97   | WVA  | WB Aqua Protect Veranclassic |
| 101-107 | TDE  | Direct Énergie               |
| 111-117 | RNL  | Roompot-Nederlandse Loterij  |
| 122-127 | COF  | Cofidis, Solutions Crédits   |

| N.      | Cod. | Squadra                        |
| ------- | ---- | ------------------------------ |
| 131-137 | ABS  | Aqua Blue Sport                |
| 141-146 | DEC  | Drapac EF Holistic             |
| 151-157 | MAB  | Marlux-Bingoal                 |
| 161-167 | AAS  | AGO-Aqua Service               |
| 171-177 | CIB  | Cibel-Cebon                    |
| 181-187 | LPC  | Leopard Pro Cycling            |
| 191-197 | TDA  | Team Dauner D&DQ/Akkon         |
| 201-207 | RLM  | Roubaix Lille Métropole        |
| 211-217 | MET  | Metec-TKH Continental          |
| 221-227 | SNE  | Sovac-Natura4Ever              |
| 231-236 | PCW  | T.Palm-Pôle Continental Wallon |
| 241-247 | LKH  | Team Lotto-Kern Haus           |

## Ordine d'arrivo (Top 10)
| Pos. | Corridore           | Squadra   | Tempo    |
| ---- | ------------------- | --------- | -------- |
| 1    | Peter Kennaugh      | Bora      | 4h46'36" |
| 2    | Jérôme Baugnies     | Wanty     | s.t.     |
| 3    | Benjamin Declercq   | Sport Vl. | s.t.     |
| 4    | Aleksejs Saramotins | Bora      | a 2"     |
| 5    | Jempy Drucker       | BMC       | s.t.     |
| 6    | Jan Bakelants       | AG2R      | s.t.     |
| 7    | Vjačeslav Kuznecov  | Katusha   | s.t.     |
| 8    | Jay McCarthy        | Bora      | s.t.     |
| 9    | Giacomo Nizzolo     | Trek      | s.t.     |
| 10   | Xandro Meurisse     | Wanty     | s.t.     |